# Попещ Леордени
Попещи Леордени е град разположен в Окръг Илфов, Румъния.

## География
Градът се намира на 9 км от Букурещ.

## Население
Населението на града през 2002 година е 15 114 души. По неофициални данни румънците са 9628 души (63,7 %), а българите 5340 души (35,3 %). Българите населяват основно квартала Попещ, които са павликяни и са приселници от Свищовско и Банат.